# Presidente Urbina
Presidente Urbina ist eine Ortschaft und eine Parroquia rural („ländliches Kirchspiel“) im Kanton Santiago de Píllaro der ecuadorianischen Provinz Tungurahua. Die Parroquia besitzt eine Fläche von 13,13 km². Die Einwohnerzahl lag im Jahr 2010 bei 2800.

## Geschichte
Die Parroquia Presidente Urbina wurde am 24. November 1938 gegründet. Namensgeber war José María Urbina, 1852–1856 Präsident von Ecuador. Zuvor war hieß der Ort Patzocul und gehörte als Caserío zur Parroquia San Andrés.

## Lage
Die Parroquia Presidente Urbina liegt im Anden-Hochtal von Zentral-Ecuador im Norden der Provinz Tungurahua. Presidente Urbina liegt auf einer Höhe von 2830 m 3,3 km nordnordwestlich von Píllaro. Im Westen wird das Verwaltungsgebiet von der Schlucht des nach Süden strömenden Río Patate begrenzt. Im Osten verläuft die Grenze entlang der Hauptstraße zwischen Píllaro und San Andrés, im Norden entlang der Hauptstraße von San Andrés nach Cunchibamba.
Die Parroquia Presidente Urbina grenzt im Norden und im Nordosten an die Parroquia San Andrés, im Südosten und im Süden an die Stadt Píllaro, im Westen an die Parroquias Unamuncho und Cunchibamba, beide im Kanton Ambato.